# Rechtschreibreform der armenischen Sprache 1922–1924
In der Armenischen SSR wurde 1922–1924 eine Rechtschreibreform der armenischen Sprache durchgeführt, die jedoch außerhalb Armeniens nach wie vor kaum befolgt wird, weil sie von den Armeniern in der Diaspora, rund der Hälfte der Armenischsprechenden, überwiegend abgelehnt wird.

## Ziele
In der Sowjetunion war in den 1920er Jahren ein Großteil der Bevölkerung, vor allem die Bauern, Analphabeten. Um die Alphabetisierung breiter Bevölkerungsschichten schneller voranzutreiben, wurde die Rechtschreibung mehrerer Sprachen vereinfacht, darunter auch die der armenischen Sprache, die von der Mehrheit der Armenier in der Armenischen SSR gesprochen wurde. Vermutlich lag der Reform aber auch ein politisches Motiv zu Grunde, denn nur rund die Hälfte der Armenier lebte in der Sowjetunion, der Rest lebte in der Diaspora, vor allem im Nahen Osten, dem Iran, Frankreich und Nordamerika. Die Rechtschreibreform bewirkte daher eine „orthographische Trennung“. Die Trennlinie verläuft allerdings nicht durchgängig entlang der Unterscheidung „Diaspora“ / „Republik Armenien“, sondern eher entlang der Unterscheidung „Westarmenisch/Ostarmenisch“; jedoch hat man beispielsweise im Iran, wo ebenfalls Ostarmenisch gesprochen wird, die Rechtschreibreform nicht übernommen. In letzter Zeit (d. h. nach der Unabhängigkeit der Republik Armenien 1991) hat es Bestrebungen gegeben, die alte Orthographie auch in der Republik wieder einzuführen, die jedoch schon allein an den immensen Kosten für eine solche Maßnahme gescheitert sind.

## Die Änderungen
| alt        | alt       | neu         | neu       |
| ---------- | --------- | ----------- | --------- |
| Յակոբ      | Jakob     | Հակոբ       | Hakob     |
| բացուել    | bazujel   | բացվել      | bazwel    |
| քոյր       | kojr      | քույր       | kujr      |
| Արոնեան    | Aronean   | Արոնյան     | Aronjan   |
| եօթ        | eot       | յոթ         | jot       |
| ազատութիւն | asatutiun | ազատություն | asatutjun |
| տէր        | ter       | տեր         | ter       |
| Արմէն      | Armen     | Արմեն       | Armen     |
| Արմինէ     | Armine    | Արմինե      | Armine    |
| խօսել      | chosel    | խոսել       | chosel    |
| Սարօ       | Saro      | Սարո        | Saro      |
| թիւ        | tiu       | թիվ         | tiw       |
| Երեւան     | Jerewan   | Երևան       | Jerewan   |
| Եւրոպա     | Jewropa   | Եվրոպա      | Jewropa   |
| կը գան     | Ke gan    | կգան        | Kgan      |
| կ'երգեմ    | K'ergem   | կերգեմ      | Kergem    |

In den Fällen, wo sich die Aussprache im Laufe der Zeit geändert hat, schreibt man seit der Reform so, wie man auch spricht. Dies betrifft die Buchstabenpaare յ/հ (j/h), ու/վ (u/w), die Diphthonge ոյ/ույ (oj/uj), եա/յա (ea/ja), եօ/յո (eo/jo) und իւ/յու (iu/ju).
Im Folgenden sind die komplizierteren Änderungen aufgeführt.
1. Falls im Anlaut je gesprochen wird, schreibt man „ե“, wenn e, dann „է“. Im Inlaut taucht „է“ nur bei zusammengesetzten Wörtern auf, im Auslaut grundsätzlich nicht.
2. Das „ու“ rückt als ein eigenständiger, vollwertiger Buchstabe an die 34. Stelle im Alphabet.
3. Das „օ“ wird nur am Wortanfang und in zusammengesetzten Wörtern geschrieben, ansonsten „ո“.
4. Das „ւ“ wird als eigenständiger Buchstabe abgeschafft und taucht nur noch als Bestandteil von „ու“ und „և“ auf. Stattdessen wird immer „վ“ geschrieben.
5. Das „և“ rückt als ein eigenständiger, vollwertiger Buchstabe an die 37. Stelle im Alphabet. Es muss auch dann geschrieben werden, wenn ein Wort ursprünglich mit „եվ“ geschrieben wurde.
6. Nur wenn Wörter auf „ա“ oder „ո“ auslauten, wird bei der Deklination ein „յ“ eingefügt, ein stummes „յ“ gibt es nicht.
7. Bei der Schreibung des Konditionalis wird das „կ“ direkt (ohne Apostroph vor Vokalen beziehungsweise „ը“ vor Konsonanten) angefügt.